# تبادل بسته درون شبکه‌ای

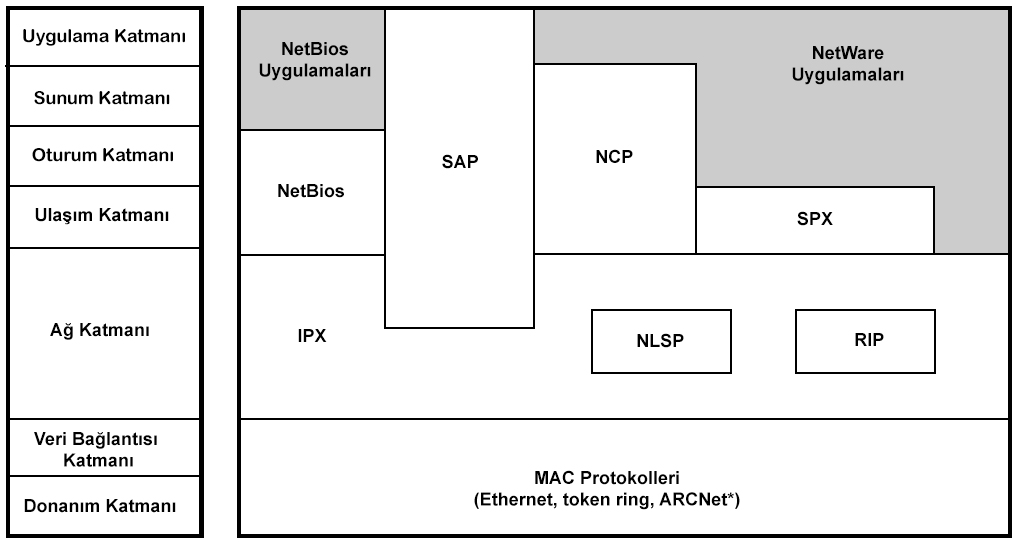
گراف تبادل بسته درون شبکه

تبادل بستۀ درون شبکه‌ای (به انگلیسی: Internetwork Packet Exchange یا به اختصار IPX) یک پروتکل لایۀ شبکه براساس مدل اواس‌آی در پشتۀ پروتکل آی‌پی‌اکس/اس‌پی‌اکس است.
پشتۀ پروتکل آی‌پی‌اکس/اس‌پی‌اکس‌ام در سیستم‌عامل نت‌ویر شرکت ناول پشتیبانی می‌شود. به خاطر محبوبیتی که نت‌ویر در اواخر دهۀ ۱۹۸۰ تا اواسط دهۀ ۱۹۹۰ میلادی داشت، آی‌پی‌اکس تبدیل به یک پروتکل بین‌شبکه‌ای محبوب شد. ناول این پروتکل را از پروتکل دیگری به نام آی‌دی‌پی که محصول شرکت زیراکس است، گرفته است. با این حال آی‌پی‌اکس برای شبکه‌های بزرگی همچون اینترنت مناسب نبود و به همین دلیل میزان استفاده از آن رفته‌رفته کاهش یافت و در عوض پروتکل تی‌سی‌پی/آی‌پی به پروتکل اصلی اینترنت تبدیل شد. رایانه‌ها و شبکه‌ها می‌توانند چند پروتکل شبکه داشته باشند و تقریباً تمامی شبکه‌های مبتنی بر آی‌پی‌اکس از پروتکل تی‌سی‌پی/آی‌پی هم به منظور متصل شدن به اینترنت پشتیبانی می‌کردند. همچنین برای مدتی هم این امکان وجود داشت که محصولات ناول را بدون آی‌پی‌اکس اجرا کرد، چرا که از نسخه ۵ به بعد نت‌ویر، هم از آی‌پی‌اکس و هم از تی‌سی‌پی/آی‌پی پشتیبانی می‌شد.